# Ruth Lee Kennedy
Ruth Lee Kennedy, (Centerville, Texas, 15 de octubre de 1895 - Tucson, Arizona, 4 de febrero de 1988), hispanista estadounidense.

## Vida
Hija del profesor Oliver William Kennedy y de Carrie Lee McWaters Kennedy. Estudió en la University of Texas en Austin (Bachiller en Artes, 1916; Master en Artes, 1917) en Lengua y literatura españolas. Trabajó en la Universidad de California en Berkeley (1924-1925) y completó su doctorado en la Universidad de Pensilvania en 1931. Empezó su carrera enseñando español en las high schools de San Benito, Texas (1917-1918) y Temple, Texas (1918-1919). También trabajó como instructora en el Oklahoma College for Women (1918-1919), y en el Sam Houston State Teacher's College (1920-1921), así como en la University of Puerto Rico (1921-1922), y en el Southwest Texas State Teacher's College (1922-1926) y el San Antonio Junior College (1926-1930). En 1930 llegó al departamento de español del Smith College Massachusetts y allí permaneció hasta su retiro en 1961. Fue nombrada profesor a tiempo completo en 1944 y sirvió como catedrático del departamento; estuvo en España (1956-1958) y en Inglaterra y Alemania. Fue la primera mujer americana en ser lectora en Oxford y Cambridge y recibió distinciones de la Fundación Guggenheim entre otras. Se retiró a Tucson, en Arizona.

## Obra
Experta en la obra de Tirso de Molina, dedicó sus esfuerzos al estudio del teatro español del Siglo de Oro. Primero se dedicó a Agustín Moreto y publicó The Dramatic Art of Moreto (1932); después se consagró a Triso de Molina y dio a la prensa  The dramatist and his competitors, 1620-1626 (Chapell Hill: University of North Carolina, 1974), traducido como Estudios sobre Tirso I: el dramaturgo y sus competidores (1620-1626) (Madrid: Revista de Estudios, 1983). Además dejó una cincuentena de artículos críticos. En su honor se publicaron Studies in Honor of Ruth Lee Kennedy editados por Vern G. Williamsen y A. F. Michael Atlee (Chapel Hill, N.C. and Madrid, 1977). En su testamento legó su archivo al Smith College y dedicó un fondo al International Institute para dotar bolsas de viaje para licenciadas o doctoras de nacionalidad española que quieran ampliar estudios en los Estados Unidos siguiendo el Programa Fulbright.